# ヤルムークの戦い
ヤルムークの戦い（アラビア語: نهر اليرموك、、ヘブライ語: נהר הירמוך）は、東ローマ帝国とその同盟国のガッサーン朝が、正統カリフ勢力のアラブ軍とヨルダン川の支流のヤルムーク川で激突した戦い。この戦いに完勝した正統カリフ勢力によって東ローマ帝国のシリア支配は終わりを告げ、預言者ムハンマドの死後始まったイスラームの「大征服」時代の幕開けとなった。これ以後、キリスト教の影響が強かったレバント地方は急速にイスラーム化が進む。
ヤルムークの戦いでの勝利は、「アッラーの剣」の異名を持つアラブ軍の指揮官の一人ハーリド・イブン・アル＝ワリードの代表的な軍事的功績とされている。この戦勝で、ハーリドは偉大な戦術家、卓越した騎兵指揮官としての名声を確立した。

## 前段階

### ローマ・サーサーン戦争
東ローマ・サーサーン戦争 (602年-628年)の最中の610年、「簒奪者」フォカス帝を倒したヘラクレイオスが即位した。そのころ、サーサーン朝ペルシアはメソポタミアを攻撃中で、翌611年には東ローマ領のシリア、アナトリアに侵攻した。約10年間、防戦一方だったヘラクレイオスは、軍の再建を進めて反撃の機会をうかがった。
622年、ヘラクレイオスは622年にパレスチナで反撃の狼煙を上げてサーサーン朝に打撃を与えると、コーカサスやアルメニアの勢力とも同盟を結んでメソポタミアで攻勢をかけた。ニネヴェの戦い (627年)で決定的な勝利を手にし、サーサーン朝の首都クテシフォンを脅かすと、サーサーン朝皇帝ホスロー2世は、息子のカワード2世のクーデターで殺害され、カワード2世はただちに東ローマ帝国と和平を結んだ。ヘラクレイオスは失った領土をすべて回復し、ペルシアに奪われた聖十字架を取り返してエルサレムに凱旋した。

### アラブ・東ローマ戦争
この時代、南のアラビアでは政治情勢が急速に変化した。預言者ムハンマドのイスラームの教えが広まり、630年までにアラビアを統一した。632年にムハンマドが死ぬとアブー・バクルが第2第正統カリフに選出されるが、多くのアラブの部族が叛旗を翻しリッダ戦争が起きた。アブー・バクルはメディナのカリフの権威の下で何とかイスラーム共同体（ウンマ）の分裂を防いだ。
内乱を鎮めたアブー・バクルは対外征服事業を始め、イラクに兵を進める。アブー・バクル麾下の勇将ハーリド・イブン・アル＝ワリード率いる遠征軍はサーサーン朝軍を相手に連戦連勝で、イラクを制圧した。アブー・バクルはサーサーン朝と交戦しつつ、東ローマ帝国が支配するシリア侵攻の準備も始めるが（アラブ・東ローマ戦争）、東ローマ軍が反撃に出るとムスリムのシリア方面軍はこれに対応しきれず本国に増援を求め、ハーリドがイラクから派遣されることになった。634年11月、アジュナーダインの戦いで東ローマ軍は敗れてダマスカスが陥落した。
アブー・バクルが634年に死ぬと後継者のウマルもシリア侵攻を続けた。ウマルと折り合いの悪かったハーリドは更迭され、アブー・ウバイダが後任の指揮官となった。パレスチナ南部を平定し南北に走る隊商の交易路沿いを北に攻め上がったムスリム軍は、ティベリア、バールベックを開城させ、635年初頭にホムスを占領した。

## 東ローマ帝国の反撃
アラブ軍が占領したホムスは、東ローマ帝国の重要拠点であるアレッポ（現シリア）や、ヘラクレイオスが居を構えるアンティオキア（現トルコ）からも近く、危機感を抱いたヘラクレイオスは戦備を進めた。635年、サーサーン朝の皇帝ヤズデギルド3世に娘を嫁がせて同盟を結び、東ローマ帝国とサーサーン朝でレバント方面とイラク方面から挟み撃ちにする準備を進めた。ところが、636年5月にヘラクレイオスが反撃を開始したにもかかわらず、ヤズデギルド3世は国内が疲弊していたために歩調を合わせることができず、決定的な機会を逃した。ヤズデギルド3世はヤルムークの戦いの3カ月後、カーディシーヤの戦いで正統カリフ軍に大敗してペルシア西部を失うことになる。

正統カリフ・アラブ軍と東ローマ軍の開戦までの動き

東ローマ軍は635年5月にアンティオキアに大軍を終結させた。東ローマ兵、スラヴ人、フランク人、グルジア人、アルメニア人、アラブ人キリスト教徒からなるこの軍は五つの軍団に分けられ、ヘラクレイオスの弟テオドロス・トリトゥリオスが総司令官に任命された。実際に全軍の指揮をとったのは、アルメニアの将軍でホムス防衛司令官だった。ヴァハンで、スラヴ人王子のブッキナートルがスラヴ兵を、ガッサーン王ジャバラ・イブン・アル・アイハムがキリスト教徒アラブ兵を率いた。残りのヨーロッパ兵はグレゴリウスらの指揮下に入った。ヘラクレイオスはアンティオキアから全軍を監督した。東ローマ側の史料では、サーサーン朝の宿将シャフルバラーズの息子のニケタスも東ローマ軍に加わったという。
正統カリフ勢力のアラブ軍は、パレスチナのアムル・イブン・アル＝アース、ヨルダンのシュラフビール、ダマスカスのヤジード・イブン・アビ・スフヤーン、ホムスのアブー・ウバイダの4部隊に分かれていた。アラブ軍が分散していることを知ったヘラクレイオスは、敵が兵力を集中する前に各個撃破しようとした。カエサリアを包囲中のヤジード軍を釘付けにするために、籠城中のヘラクレイオスの息子コンスタンティノス3世のもとに増援を送り、東ローマ軍は636年6月にシリア北部を出撃した。東ローマ軍の計画は、以下のようなものだった。
- ガッサーン王率いる軽装のキリスト教徒アラブ兵はアレッポからホムスに直進し、アラブ軍主力に正面から当たる
- グレゴリウス率いるヨーロッパ兵はメソポタミアを回って北東からホムスに向かい、アラブ軍の右側面を突く
- それ以外のヨーロッパ兵は地中海東岸とアレッポの間に街道を南下し、ホムスに西から進撃してアラブ軍の左側面を突く
- ブッキナートル率いるスラヴ軍は海岸沿いを進撃してベイルートを占領し、守りの薄いダマスカスを西から攻撃してホムスのアラブ軍主力を孤立させる
- ヴァハンのアルメニア軍は遊軍としてハマー経由でホムスに進軍する[21]

## アラブ軍の戦略
捕虜から東ローマ軍の動きを得たアラブ軍ではハーリドが軍議を招集し、部隊をパレスチナとシリア北部、中部から撤退させ、全軍を1カ所に集中させるようにアブー・ウバイダに進言した。また、ハーリドは占領した諸都市から徴収していたジズヤ（人頭税）も、撤退の際には住民に返還するように助言した。これらを容れたアブー・ウバイダは、東ローマ軍の圧力を受けつつ分散した兵力を集め、ガリラヤ湖の東約40キロのダルアー（シリアとヨルダンの国境）まで撤退。ヤルムーク峡谷とハッラの溶岩原の隙間をふさぐように布陣し、ヤルムーク平野の東側に宿営地を設けた。

## 戦場

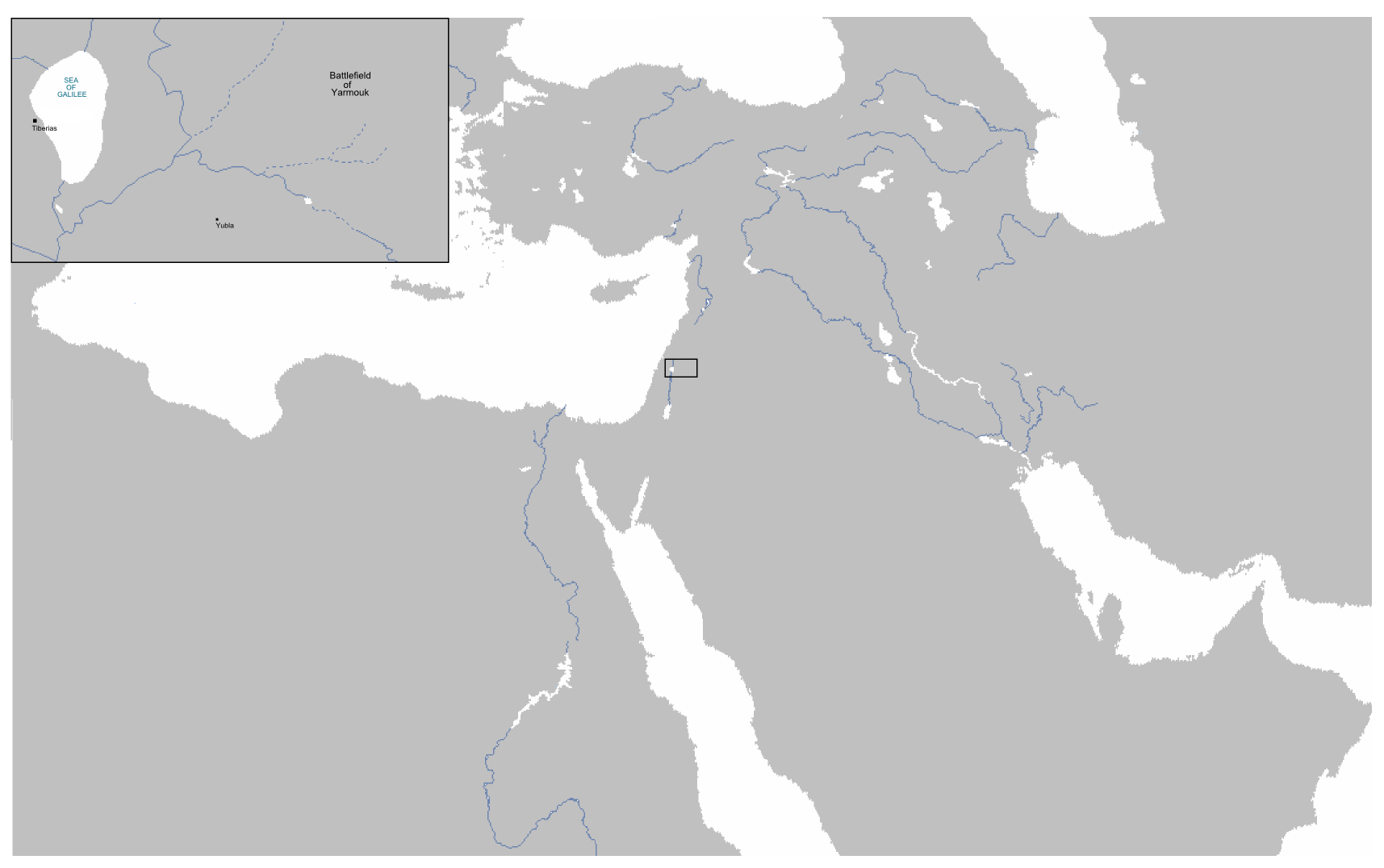
戦場周辺の地図

両軍が対峙したのは、ゴラン高原の南東、ガリラヤ湖の東のあたりの一帯。戦場の西側はヤルムーク川の支流が流れて深い峡谷を形作っており、南側もヤルムーク川の峡谷になっていた。特に西側の峡谷は切り立った崖が連なり、高い所では200メートルにもなっていて、1カ所だけローマ橋が架けられていた。戦場はこの二つの川に挟まれた三角地帯のなだらかな平原だった。アラブ軍はヤルムーク平野を見渡す高台に陣取った。

## 布陣

### 正統カリフ・アラブ軍
開戦前にアブー・ウバイダは指揮権を再びハーリドに譲った。総司令官となったハーリドは軍を36の歩兵部隊と四つの騎兵隊に再編し、直属の精鋭騎兵部隊を遊軍とした。西向きに布陣したアラブ軍の戦線の幅は12キロに及び、最左翼はヤルムーク川の南に配置された。中央左翼寄りはアブー・ウバイダ、右翼寄りはシュラフビール、右翼はヤジード、左翼はアル・アースが率い、それぞれの後方に騎兵が配備された。中央最後方にはハーリド直属の近衛騎兵隊が控えた。
- アラブ軍の兵装

ムスリム軍の兵士は鉄兜をかぶり、首や顔まで覆うような鎖帷子を着込んだ。初期のムスリム兵士は、ローマ式の革サンダルに似たサンダルを愛用し、革の鎧や薄片鎧、鎖帷子が用いられた。歩兵は騎兵より重装備で、シャツ型の鎖帷子と大型の枝編みの盾、長槍で武装した。歩兵の槍は約2.5メートルで、騎兵の槍は長いもので5.5メートルになるものもあった。剣はローマのグラディウスのような短剣と、サーサーン式の長剣が用いられ、肩かけの飾帯に吊された。弓の長さは、有名なイングランドのロングボウと同様の2メートルで、射程は約150メートルだった。初期のムスリムの弓兵は徒歩だったが、騎兵に対して非常に有効だった。

### 東ローマ軍
アラブ軍がヤルムーク平野に野営してから数日後、東ローマ軍がガッサーン王ジャバラに率いられた軽装兵を先頭に到着し、ヤルムーク川支流の峡谷の北に宿営地を建設した。ヴァハンは東ローマ軍を東向きに布陣させ、平野の南端のヤルムーク川沿いに配された右翼から、エジプトまで通じるローマ街道が通る平野北部の左翼までの両翼の幅は13キロに及んだ。右翼はグレゴリウス、左翼はブッキナートルが指揮し、中央はヨーロッパ兵とアルメニア兵が固めた。東ローマ帝国の重騎兵として知られるカタフラクトは両翼、中央ともに均等に分配され、各軍団とも歩兵が前面、騎兵が後方に配置された。馬やラクダに乗ったガッサーン王国のキリスト教徒アラブ兵らは、東ローマ軍主力が到着するまでは前衛として配された。アラブ側史料によると、グレゴリウスのフランク人部隊の戦士たちは10人一組で足を鎖でつなぎ、逃げずにその場で死ぬという誓いを立てたという。鎖は敵騎兵の突撃に対する備えにもなった。
東ローマ軍はこれまで何世紀も、乾坤一擲の大規模会戦を忌避してきた。しかし、ハーリドがアラブ軍をシリア各地から撤退させ兵力をヤルムークに集中したことにより、東ローマ軍はその会戦に引きずり込まれる形になった。大量動員により東ローマ軍の兵站には極端な負荷がかかり、最も近い兵站拠点のダマスカスも、ヤルムーク平原の全軍に十分な物資を送ることができなかった。また、物資調達を巡って現地住民との衝突も絶えなかった。
アンティオキアの宮廷にいたヘラクレイオスは指揮官たちに会戦に打って出ないように命令していたが、ヴァハンがこれに従わないと見るや、アンティオキアの廷臣らは反逆罪などと非難した。戦場の指揮官たちも主導権争いに明け暮れており、ヴァハン、トリトゥリオス、ブッキナートルらの仲は険悪だった上に、戦場周辺の地理に明るいガッサーン国王ジャバラはほとんど無視されていた。ギリシャ兵、アルメニア兵、アラブ兵の間にも不信感が漂い、キリスト教会内部の争いであるカルケドン派正教会（ギリシャ正教）と非カルケドン派正教会（合性論派）との長きにわたる論争も影を落とした。
- 東ローマ軍の兵装

東ローマ騎兵はスパティオンと呼ばれる長剣と、コンタリオンと呼ばれる軽量の木製ランスで武装した。弓も携行しており、箙には矢を40本入れ、鞍やベルトに吊した。 重装歩兵の武器は短剣と短い槍で、軽歩兵と弓兵は小型の盾を用いた。東ローマ軍歩兵は、ギリシャ・ローマ伝統のテストゥド戦術を採用していた。

## 戦闘

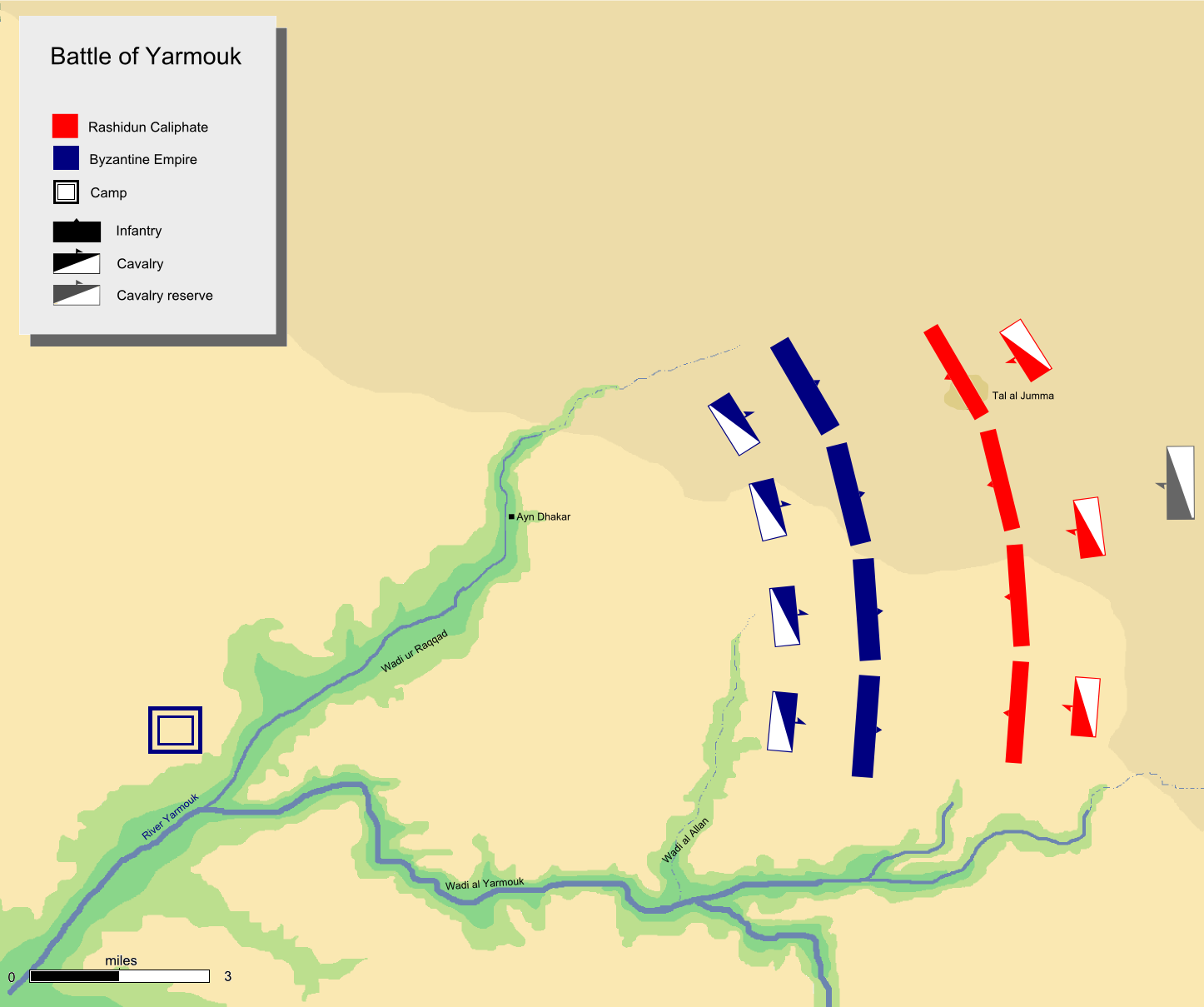
両軍の布陣.
正統カリフ軍
東ローマ軍

アラブ軍と東ローマ軍はそれぞれ兵を4分割し、両軍は正面から向き合った。サーサーン朝と協調して正統カリフ勢力に攻勢をかけようとしていたヘラクレイオスは、イラクでヤズデギルド3世が準備を整えるのを待っており、ヴァハンに対しては外交交渉が終わるまでは戦端を開かないように命じていた。ヴァハンはグレゴリウスとジャバラに交渉に当たらせ、開戦直前には敵将ハーリドを招いて最後まで交渉を続けたが、無駄に終わった。結局、これらの交渉には1カ月を費やした。一方、イラクのカーディシーヤに軍を展開していたカリフのウマルは、サーサーン朝の大軍を前にペルシア宮廷と和平交渉を始めさせてペルシア戦線で時間を稼ぎ、その間にイエメンから6000の援軍をハーリドに送った。この援軍には、ムハンマドと直接行動を共にした1000人の教友（サハーバ）が含まれ、中にはイスラーム最初の戦いとして知られるバドルの戦いに従軍した古参兵100人も加わっていた。クライシュ族の重要人物も何人かおり、ヒンド・ビント・ウトバ（ウマイヤ朝の始祖ムアーウィヤの母）のような女性もいた。ペルシア戦線でサーサーン朝軍と、シリア戦線で東ローマ軍と対峙することになったウマルは、まず東ローマ軍との決着を急ぎ、シリア戦線に精鋭を送った。援軍はわざと小部隊に分けられて少しずつ戦場に到着するようにし、アラブ軍の援軍が延々と続くように偽装された。このような計略は後にカーディシーヤの戦いでも行われたが、これによりアラブ軍が強大になり過ぎる前に決着させようとした東ローマ軍を決戦に引きずり込んだ。

### 1日目
636年8月15日の夜明けと共に両軍は陣形を整え、1キロほど離れて対峙した。東ローマ軍の騎士らが一騎討ちを呼びかけ、アラブ戦士たちがこれに応じて戦いが始まった。昼まで続いた一騎討ちはアラブ軍が優勢だったため、ヴァハンは東ローマ軍歩兵の三分の一で攻撃をかけ、アラブ軍の戦列の弱点を探ろうとした。しかし、兵力と武装で勝るはずの東ローマ兵の攻撃は歴戦のアラブ戦士に対して歯が立たなかった。ヴァハンは残りの兵力を戦闘に投入せず、この日の戦いはそれほど激化しないまま、日没と共に両軍はそれぞれの陣に戻った。

### 2日目
東ローマ軍はアラブ軍の不意を襲うため、ムスリムたちが朝の祈りをしている夜明け前に攻撃を仕掛けようとした。ヴァハンの作戦は、東ローマ軍の中央がアラブ軍中央を攻撃して牽制している間に両翼を突破するというものだった。不意打ちを警戒したハーリドは夜の間に強力な哨戒線を張っていたため、東ローマ軍の奇襲を察知したアラブ軍は十分な迎撃態勢を整えていて中央の攻撃は持ちこたえた。しかし、アラブ軍右翼へのスラヴ兵の攻撃は激しく、アラブ兵たちは耐えきれずに後退し始めた。
ハーリドが騎兵を差し向けたため右翼は何とか持ち直したが、今度は左翼が東ローマ軍のテストゥド隊列によって突破され、アラブ兵が宿営地に向かって逃げ始めた。宿営地では、ヒンドに率いられた猛り狂ったアラブ女性たちがテントを解体し、その支柱を振り回しながら敗走者たちに詰め寄って面罵したため、アラブ戦士は戦場にとって返した。
アラブ軍右翼の敗走を押しとどめたハーリドは、近衛騎兵隊を左翼に回し、東ローマ軍右翼の側面を突いた。また、近衛騎兵を一部隊切り離して副官のダラールに預けて東ローマ軍の中央を攻撃させた。正面と側面から攻撃を受けた東ローマ軍右翼は後退し、日没の頃には両軍が朝布陣していた地点まで戻った。東ローマ軍中央の被害は大きく指揮官までも戦死し、東ローマ軍は意気消沈した。逆に、アラブ軍は兵力を削り取られたが、ハーリドの反撃で態勢を立て直したことで士気は盛り返した。

### 3日目
東ローマ軍は、比較的平坦な地形に布陣しているアラブ軍右翼に狙いを定め、中央から切り離そうとした。猛攻を受けたアラブ軍右翼は潰走したが、再び宿営地の女性たちから猛烈な罵り声を浴びて踏みとどまった。東ローマ軍が自軍の右翼を切り崩そうとしていることを察知したハーリドは近衛騎兵と右翼の騎兵で東ローマ軍左翼を両側から挟み撃ちにし、血みどろの白兵戦になった。ハーリドがタイミングよく騎兵を投入したため、アラブ軍右翼は崩壊を免れ、夕暮れまでには東ローマ軍を押し戻した。

### 4日目
ヴァハンは前日の戦術を継続し、ブッキナートル配下のスラヴ兵、アルメニア兵、ガッサーン王国のキリスト教徒アラブ兵がアラブ軍右翼を攻撃したため、アラブ軍右翼は再び敗走した。ハーリドは再び近衛騎兵を率いて右翼を援護すると共に、東ローマ全軍に総攻撃の機会を与えないために、左翼のアブー・ウバイダとヤジードにそれぞれ前面の東ローマ軍を攻撃させた。ハーリドが近衛騎兵を投入して東ローマ軍左翼の側面を攻撃し、アラブ軍右翼は再び東ローマ軍の猛攻を押し切った。一方、左翼は東ローマ軍の弓騎兵による絶え間ない一斉射撃で大きな損害を受けた。

### 5日目

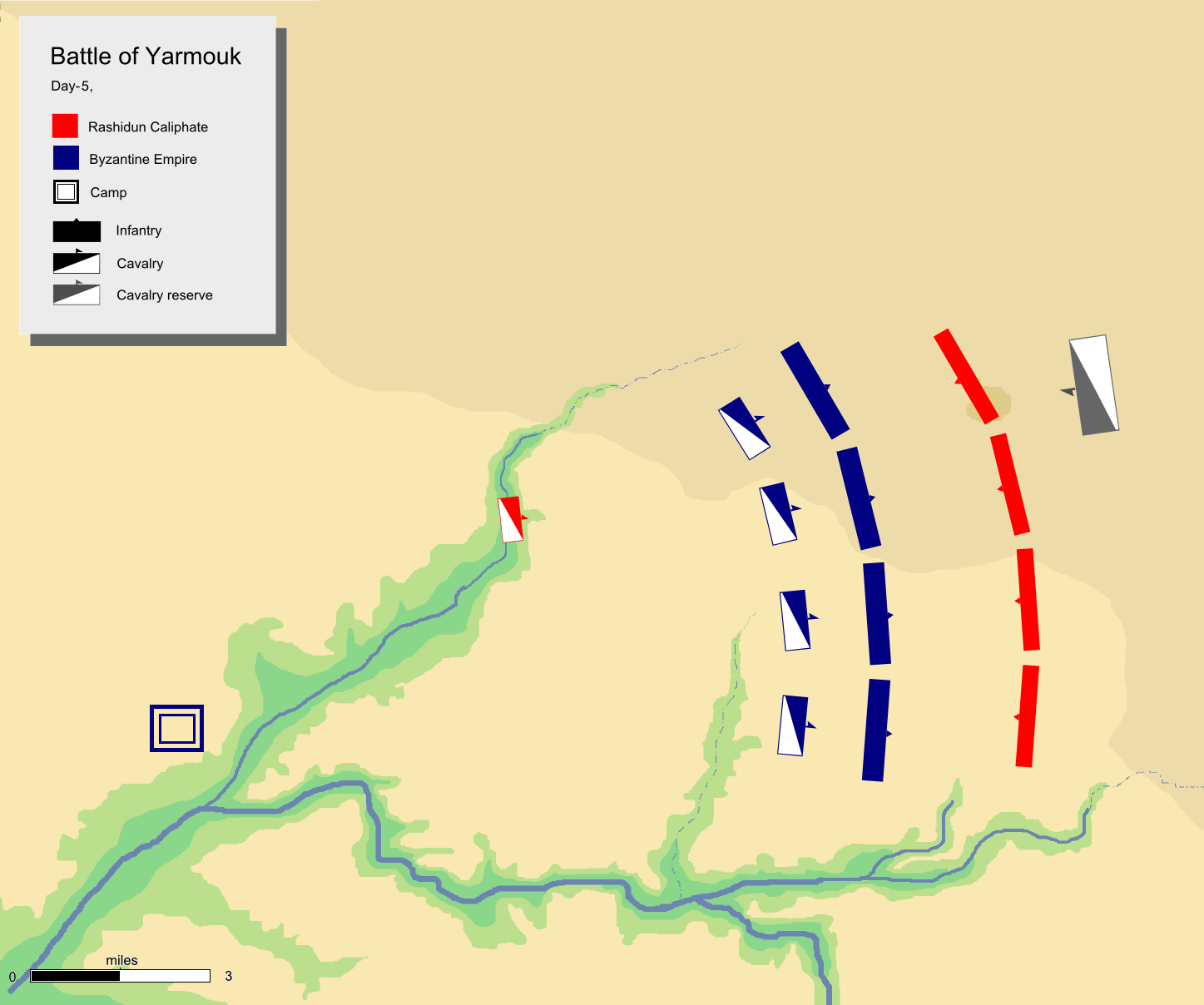
開戦5日目の布陣。ハーリドは側面攻撃のために騎兵を結集すると共に、500騎でローマ橋を占拠させた

東ローマ軍は4日間攻勢を続けたがアラブ軍を突破できず、損害も少なくなかった。陣容を立て直そうとしたヴァハンは5日目の早朝、ハーリドに数日間の休戦を提案したが、勝利がすぐそこまで来ていると感じたハーリドはこれを拒絶した。ここまでアラブ軍は防御に徹してきたが、東ローマ軍が積極性を失ったことを悟ったハーリドは初めて攻勢をかけることを決め、軍を再編した。騎兵は一つにまとめられ、ハーリドの近衛騎兵がその中核となった。この騎兵戦力は強力で、兵数は8000ほどになった。
ハーリドは騎兵戦力で東ローマ軍の退路を断とうとした。戦場は三方が切り立った渓谷となっており、北側を騎兵で抑えれば逃げ道はなくなった。更に、高さ200メートルの崖が切り立ったヤルムーク川の支流にかかる唯一のローマ橋を抑えるため、ハーリドは副官ダラールに500騎を与えて送り出した。ダラールは夜中に東ローマ軍左翼の北側を迂回して橋を確保した。

### 6日目

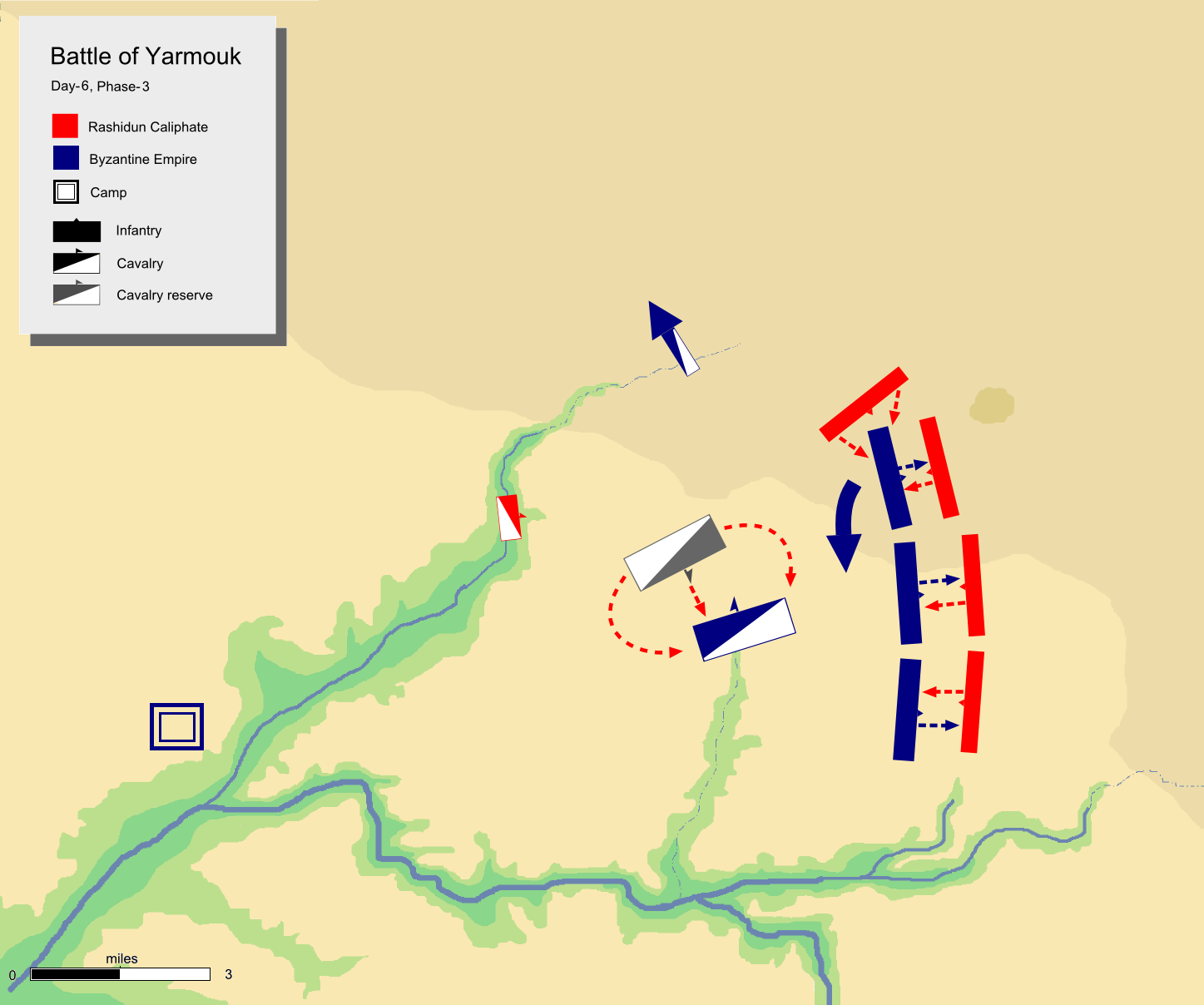
ハーリドの近衛騎兵が敵後方に回り込み東ローマ重騎兵を粉砕した

ハーリドの戦術は、増強したアラブ騎兵で東ローマ騎兵を戦場から完全に駆逐し、歩兵を騎兵の支援から切り離して包囲殲滅するというものだった。ハーリドは全軍に総攻撃を命じ、自身は麾下の騎兵を率いて東ローマ軍左翼の外側を回り込んだ。左翼のキリスト教徒アラブ人の軽騎兵を攻撃して戦場北方に追い払うと共に、左翼の歩兵を後方から挟撃すると東ローマ軍左翼は崩壊し中央に逃げ込んだため、中央の軍も動揺した。東ローマ軍左翼を潰走させると、アラブ騎兵は残りの東ローマ騎兵に攻撃をかけた。
ヴァハンはアラブ軍の騎兵の動きに気づき、自軍の騎兵を結集しようとした。そこにハーリドの近衛騎兵が襲いかかって粉砕し、虎の子のカタフラクトは東ローマ歩兵を見捨てて戦場の北方へ潰走した。東ローマ騎兵を始末したアラブ騎兵は、東ローマ軍左翼の歩兵を包囲殲滅した。左翼が壊滅すると東ローマ軍は総崩れとなった。ハーリドは戦場の北側に騎兵を配置して退路を断ち、敵兵を渓谷に挟まれた三角地帯へ追い詰めた。

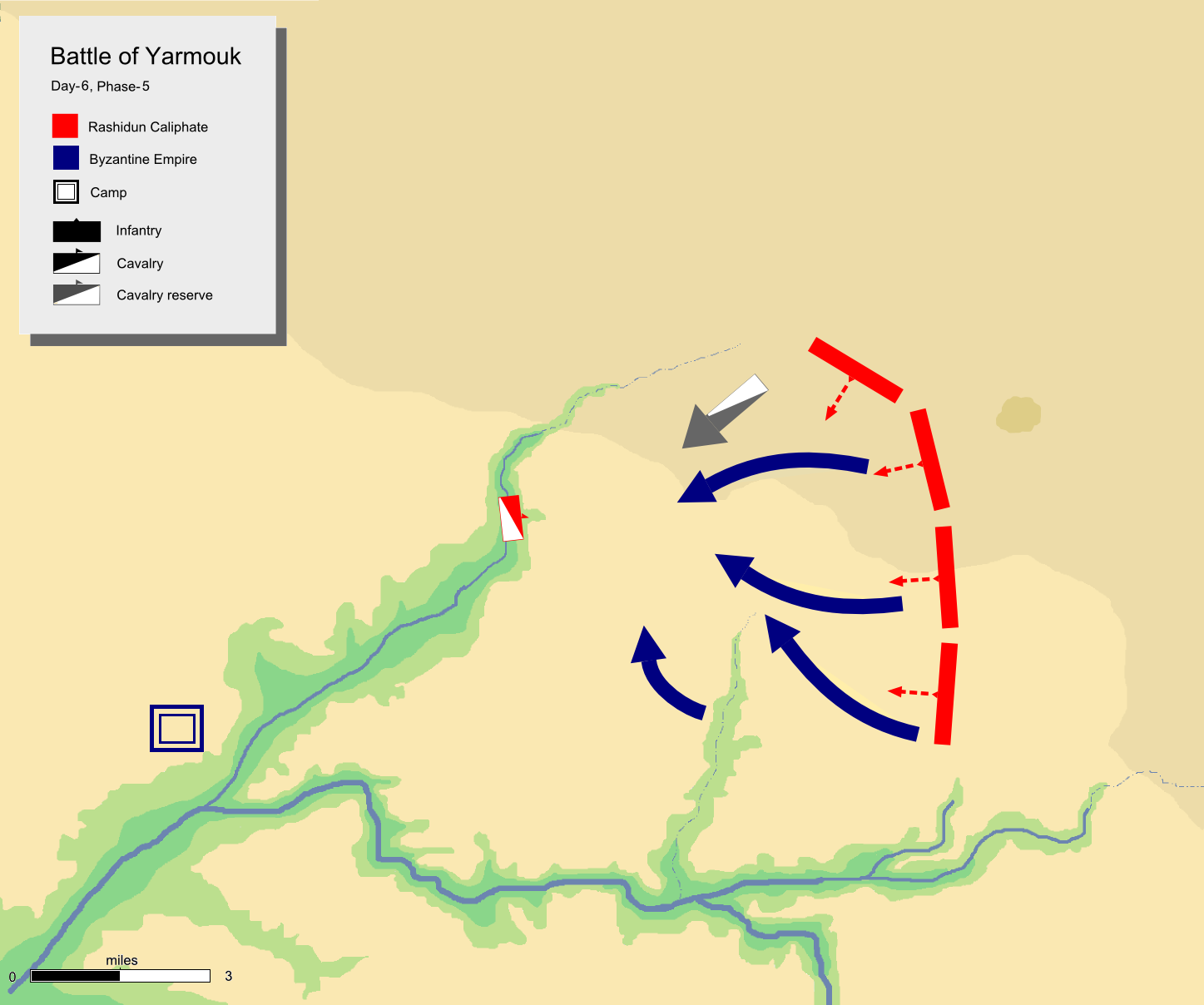
東ローマ軍の歩兵が崩壊し三角地帯に追い詰められた

追い詰められた東ローマ軍は西へと走ったが、切り立った渓谷の唯一の橋はダラールの騎兵に抑えられていた。完全に退路を断たれた東ローマ軍は崖から追い落とされたり、川に入って逃げようとして押し流されたりして全軍の半数近くが戦死した。総司令官のテオドロス・トリトゥリオスは戦死し、ペルシア王子のニケタスはホムスまで何とか逃げ延びた。ガッサーン朝のジャバラ王も戦場から落ち延び、後に一時期イスラーム勢力に属するが、すぐに東ローマ帝国に亡命した。

## 戦後
ハーリドは近衛騎兵で敗残兵を追跡してダマスカス近くで敵兵を捕捉し、アルメニア王子ヴァハンを討ち取った。ダマスカスに入城したハーリドは住民から歓迎された。アンティオキアで敗戦の知らせを聞いた東ローマ皇帝ヘラクレイオスは打ちのめされた。属州を守る兵も戦費も底を突いており、夜陰に紛れて船でコンスタンティノープルへ向かった敗戦の衝撃で、ヘラクレイオスは恐水症になり、コンスタンティノープルに帰るためにボスフォラス海峡を渡る際も、海峡に舟橋を渡したと言われている。
シリアを放棄したヘラクレイオスはアナトリアとエジプトの防衛に専念したが、アナトリア中部に緩衝地帯として設けていたアルメニアは639年までにイスラームの手に落ち、639年から642年にかけて、エジプトはアル・アース率いるアラブ軍によって征服された。

### 一次史料
- Al-Baladhuri, Ahmad ibn Yahya (9th century), Kitab Futuh al-Buldan
- Al-Waqidi, Abu Abdullah Muhammad Ibn Umar (8th century), Fatuh al Sham (Conquest of Syria)
- Chronicle of Fredegar, (658)
- Dionysius Telmaharensis (774), Chronicle of Pseudo-Dionysius of Tell-Mahre
- Ibn Ishaq (750), Sirah Rasul Allah
- Ibn Khaldun (1377), Muqaddimah
- The Maronite Chronicles, (664)
- Pseudo-Methodius (691), Apocalypse of Pseudo-Methodius
- Muhammad ibn Jarir al-Tabari (915), History of the Prophets and Kings
- Theophanes the Confessor (810–815), Chronographia
- Thomas the Presbyter (7th century), Chronicle
- Fragment on the Arab Conquests, (636)
- Palmer, Andrew; Brock, Sebastian P; Hoyland, Robert (819), “West-Syrian Chronicle of 819”, West-Syrian Chronicles, ISBN 9780853232384

### 二次史料
- Akram, A. I. (1970), The Sword of Allah: Khalid bin al-Waleed, His Life and Campaigns, Rawalpindi: Nat. Publishing House, ISBN 0-7101-0104-X
- Akram, A.I (2009), Muslim conquest of Persia, third edition, Maktabah Publications, ISBN 0-9548665-3-3
- Akram, A.I (2004), The Sword of Allah: Khalid bin al-Waleed – His Life and Campaigns, third edition, ISBN 0-19-597714-9
- Conrad, Lawrence I. (1988), “Seven and the Tasbīʿ: On the Implications of Numerical Symbolism for the Study of Medieval Islamic History”, Journal of the Economic and Social History of the Orient (Brill Publishers) 31 (1):  42–73, JSTOR 3631765
- Donner, Fred McGraw (1981), The Early Islamic Conquests, Princeton University Press, ISBN 0-691-05327-8
- Greatrex–Lieu; Lieu, Samuel N. C. (2002), The Roman Eastern Frontier and the Persian Wars (Part II, 363–630 AD), Routledge, ISBN 0-415-14687-9
- Gil, Moshe; Broido, Ethel (1997), A History of Palestine: 634–1099, Cambridge University Press, ISBN 0-521-59984-9
- Haldon, John (2001), The Byzantine Wars, Tempus Publishing, ISBN 0-7524-1795-9
- Haldon, John (1997), Byzantium in the Seventh Century: the Transformation of a Culture, Cambridge, ISBN 0-521-31917-X
- Hoyland, Robert G. (1997), Seeing Islam as Others Saw It, Darwin Press, ISBN 0-87850-125-8, OCLC 36884186
- Jandora, John W. (1986), “Developments in Islamic Warfare: The Early Conquests”, Studia Islamica (Maisonneuve & Larose) (64):  101–113, JSTOR 1596048
- Kaegi, Walter Emil (2003), Heraclius: Emperor of Byzantium, Cambridge University Press, ISBN 0-521-81459-6
- Kaegi, Walter Emil (1995), Byzantium and the Early Islamic Conquests, Cambridge University Press, ISBN 0-521-48455-3
- Kennedy, Hugh N. (2006), The Byzantine And Early Islamic Near East, Ashgate Publishing, ISBN 0-7546-5909-7
- Kennedy, Hugh (2007), The Great Arab Conquests: How the Spread of Islam Changed the World We Live In, Weidenfeld & Nicolson publishers: Great Britain, ISBN 0-297-84657-4
- Luttwak, Edward N (2009), The Grand Strategy of the Byzantine Empire, Harvard University Press, ISBN 0-674-03519-4
- Nicolle, David (1994), Yarmuk 636 A.D.: The Muslim Conquest of Syria, Osprey Publishing, ISBN 1-85532-414-8
- Palmer, Andrew (1993), The Seventh Century in the West-Syrian Chronicles, Liverpool University Press, ISBN 0-85323-238-5
- Regan, Geoffery (2003), First Crusader: Byzantium's Holy Wars (1 ed.), Palgrave Macmillan: New York, ISBN 1-4039-6151-4
- Runciman, Steven (1987), A History of the Crusades: The First Crusade (second ed.), Penguin Books: London, ISBN 978-0-521-34770-9
- Schumacher, Gottlieb; Laurence Oliphant, Guy Le Strange (1889), Across the Jordan; being an exploration and survey of part of Hauran and Jaulan, London, Watt
- Treadgold, Warren (1997), A History of the Byzantine State and Society, Stanford University Press, ISBN 0-8047-2630-2
- Walton, Mark W (2003), Islam at war, Greenwood Publishing Group, ISBN 0-275-98101-0
- Wood David 2007 Jews, Rats, and the Battle of Yarmūk, in The late Roman Army in the Near East from Diocletian to the Arab Conquest edited by Ariel S. Lewin, Pietrina Pellegrini, Archaeopress : Oxford, ISBN 978-1-4073-0161-7